# 六員環

六つの原子で環状を形成しているピリジン

六員環とは、有機化学の分野で環状に結合している原子が六つあるものの事で、複素環式化合物の一グループである。
基本のベンゼン・シクロヘキサンを始めとし、炭素からヘテロ原子に置き換わったバリエーションが数多く存在する。